# Capanna Basòdino
La capanna Basòdino è un rifugio alpino situato nel comune di Cevio (frazione San Carlo), nel Canton Ticino, nella Val Bavona, nelle Alpi Lepontine, a 1.856 m s.l.m.

## Storia
Fu costruita nel 1927, e completamente ristrutturata nel 1992.

## Caratteristiche e informazioni
La capanna è disposta su tre piani, con due refettori per un totale di 60 posti letto. In assenza del guardiano sono a disposizione piani di cottura sia a legna che a gas, completi di utensili di cucina. I servizi igienici e l'acqua corrente sono all'interno dell'edificio. Il riscaldamento è a legna. L'illuminazione è prodotta da pannelli solari. I posti letto sono suddivisi in 7 stanze.

## Accessi
- Robièi 1.891 m - è raggiungibile d'estate con una funivia da San Carlo - Tempo di percorrenza: 10 minuti - Difficoltà: T1
- San Carlo 960 m s.l.m. - è raggiungibile sempre anche con l'autobus di linea (linea 333) - Tempo di percorrenza: 2 ore - Dislivello: 896 metri - Difficoltà: T2
- Ossasco 1.313 m (altitudine massima del percorso 2.568 m) - è raggiungibile sempre anche con l'autobus di linea (linea 112) - Tempo di percorrenza: 5 ore - Dislivello: 1.255 metri - Difficoltà: T2

## Escursioni
- Randinascia 2.156 m - Tempo di percorrenza: 1 ora e 10 minuti - Dislivello: 300 metri - Difficoltà: T2
- Bocchetta di Val Maggia 2.635 m - Tempo di percorrenza: 2 ore e 40 minuti - Dislivello: 779 metri - Difficoltà: T3
- Passo Cristallina 2.568 m - Tempo di percorrenza: 2 ore e 30 minuti - Dislivello: 712 metri - Difficoltà: T2

## Ascensioni
- Basòdino 3.272 m - Tempo di percorrenza: 5 ore - Dislivello: 1.416 metri - Difficoltà: T4
- Pizzo San Giacomo 2.924 m - Tempo di percorrenza: 4 ore - Dislivello: 1.068 metri
- Pizzo Pecora 2.316 m - Tempo di percorrenza: 2 ore e 30 minuti - Dislivello: 460 metri
- Poncione di Braga 2.864 m - Tempo di percorrenza: 4 ore - Dislivello: 1.008 metri - Difficoltà: Almeno T4
- Pizzo Fiorina 2.885 m - Tempo di percorrenza: 4 ore - Dislivello: 1.029 metri - Difficoltà: Almeno T4
- Pizzo dell'Arzo 2.775 m - Tempo di percorrenza: 3 ore - Dislivello: 919 metri - Difficoltà: Almeno T4
- Marchhorn 2.962 m - Tempo di percorrenza: 4 ore - Dislivello: 1.106 metri - Difficoltà: Almeno T4
- Cima di Lago 2.832 m - Tempo di percorrenza: 4 ore - Dislivello: 976 metri - Difficoltà: Almeno T4
- Pizzo Cristallina 2.911 m - Tempo di percorrenza: 3 ore e 30 minuti - Dislivello: 1.055 metri - Difficoltà: T4

## Traversate
- Capanna Cristallina 2 ore
- Capanna Pian di Crest 4 ore
- Capanna Poncione di Braga 4 ore e 30 minuti
- Capanna Corno Gries 6 ore